# Chimarra gemmal
Chimarra gemmal är en nattsländeart som beskrevs av Malicky 1989. Chimarra gemmal ingår i släktet Chimarra och familjen stengömmenattsländor. Inga underarter finns listade i Catalogue of Life.